# Herb obwodu irkuckiego

Herb obwodu irkuckiego

Herb obwodu irkuckiego (NHR:286) przyjęty 16 lipca 1997 to srebrna tarcza, na której jest umieszczony czarny o czerwonych oczach babr, trzymający w paszczy sobola.
Heraldyczne znaczenie kolorów:
- srebrny - prawość, niewinność, czystość;
- czarny - dobroć, pokora, troska;
- czerwony - odwaga, męstwo, nieustępliwość.

Wzór herbu i jego opis jest przechowywany i udostępniony w muzeum krajoznawczym obwodu.